# Mr. Europa

Portrait d'Arvydas Sabonis balle en main, avec le maillot des Portland Trail Blazers

Le trophée de Mr. Europa est un trophée de basket-ball, créé en 1976. Il est attribué par un panel de journalistes du magazine italien Superbasket. Le vainqueur est un joueur de basket-ball Européen ayant réussi les meilleures performances avec son club et sa sélection nationale au cours de la saison sportive. Tous les joueurs européens sont éligibles à ce trophée, quel que soit le lieu où ils évoluent, y compris pour les joueurs NBA.
Le joueur croate Toni Kukoč est le joueur le plus titré, avec quatre trophées remportés, dont trois consécutivement. Son compatriote, Dražen Petrović est le deuxième joueur le plus couronné, avec trois titres.

## Palmarès
| Année | Vainqueur                 | Pays             | Club(s)                                 |
| ----- | ------------------------- | ---------------- | --------------------------------------- |
| 1976  | Pierluigi Marzorati       | Italie           | Cantù                                   |
| 1977  | Dražen Dalipagić          | Yougoslavie      | Partizan Belgrade                       |
| 1978  | Dražen Dalipagić          | Yougoslavie      | Partizan Belgrade                       |
| 1979  | Vladimir Tkatchenko       | Union soviétique | Stroitel Kiev                           |
| 1980  | Dino Meneghin             | Italie           | Varese et Olimpia Milano                |
| 1981  | Dragan Kićanović          | Yougoslavie      | Partizan Belgrade                       |
| 1982  | Dragan Kićanović          | Yougoslavie      | Partizan Belgrade et Scavolini Pesaro   |
| 1983  | Dino Meneghin             | Italie           | Olimpia Milano                          |
| 1984  | Juan Antonio San Epifanio | Espagne          | FC Barcelone                            |
| 1985  | Arvydas Sabonis           | Union soviétique | Žalgiris Kaunas                         |
| 1986  | Dražen Petrović           | Yougoslavie      | Cibona Zagreb                           |
| 1987  | Nikos Galis               | Grèce États-Unis | Aris Salonique                          |
| 1988  | Šarūnas Marčiulionis      | Union soviétique | Lietuvos Rytas                          |
| 1989  | Vlade Divac               | Yougoslavie      | Partizan Belgrade et Los Angeles Lakers |
| 1990  | Toni Kukoč                | Yougoslavie      | KK Split                                |
| 1991  | Toni Kukoč                | Yougoslavie      | KK Split et Benetton Treviso            |
| 1992  | Toni Kukoč                | Croatie          | Benetton Treviso                        |
| 1993  | Dražen Petrović           | Croatie          | New Jersey Nets                         |
| 1994  | Sasha Djordjević          | Yougoslavie      | Olimpia Milano et Fortitudo Bologna     |
| 1995  | Sasha Djordjević          | Yougoslavie      | Fortitudo Bologna                       |
| 1996  | Toni Kukoč                | Croatie          | Chicago Bulls                           |
| 1997  | Arvydas Sabonis           | Lituanie         | Portland Trail Blazers                  |
| 1998  | Predrag Danilović         | Yougoslavie      | Virtus Bologne                          |
| 1999  | Andrea Meneghin           | Italie           | Varese                                  |
| 2000  | Gregor Fučka              | Italie           | Fortitudo Bologna                       |
| 2001  | Peja Stojaković           | Serbie           | Sacramento Kings                        |
| 2002  | Peja Stojaković           | Serbie           | Sacramento Kings                        |
| 2003  | Šarūnas Jasikevičius      | Lituanie         | FC Barcelone et Maccabi Tel-Aviv        |
| 2004  | Pau Gasol                 | Espagne          | Memphis Grizzlies                       |
| 2005  | Dirk Nowitzki             | Allemagne        | Dallas Mavericks                        |
| 2006  | Jorge Garbajosa           | Espagne          | Unicaja Málaga et Toronto Raptors       |
| 2007  | Dimítris Diamantídis      | Grèce            | Panathinaikos                           |
| 2008  | Ricky Rubio               | Espagne          | DKV Joventut                            |
| 2009  | Pau Gasol                 | Espagne          | Los Angeles Lakers                      |
| 2010  | Juan Carlos Navarro       | Espagne          | FC Barcelone                            |